# Notabitur
Als Notabitur, Notreifeprüfung oder Kriegsabitur wurde ein Abitur nach vorzeitiger Ablegung einer gegenüber den üblichen Bedingungen erleichterten Abschlussprüfung bezeichnet. Es war für Schüler der Abschlussklassen des Gymnasiums bestimmt, die sich als Kriegsfreiwillige melden wollten oder deren Einberufung bevorstand. Ein Notabitur gab es in Deutschland schon während der Deutschen Einigungskriege, vor allem aber im Ersten und Zweiten Weltkrieg. In Österreich wurde diese Art der Reifeprüfung in Kriegszeiten Not- oder Kriegsmatura genannt.

## Deutsch-Französischer Krieg
Am 19. Juli 1870, dem Tag der Kriegserklärung Frankreichs an Preußen im Deutsch-Französischen Krieg, schuf der preußische Kultusminister für angehende Abiturienten, die wegen der Mobilmachung in die Armee eintreten wollten oder mussten, die Möglichkeit, vorzeitig die Prüfung abzulegen. Die fünf bzw. sechs schriftlichen Prüfungen wurden ihnen erlassen, da nicht anzunehmen sei, „dass diese Jünglinge unter den gegenwärtigen Zeitverhältnissen im Stande sein würden, die zur Anfertigung der reglementmäßigen schriftlichen Prüfungsarbeiten unerläßliche Sammlung des Geistes zu erlangen“. Dagegen fanden die mündlichen Prüfungen statt.

## Erster Weltkrieg
Das Notabitur wurde am Tag des Beginns des Ersten Weltkrieges, dem 1. August 1914, verfügt. Angesichts der Kriegsbegeisterung, die viele junge Männer erfasste und für die der Ausdruck Augusterlebnis geprägt wurde, konnten Oberprimaner (13. Klasse), die freiwillig ins Heer eintreten wollten, vorzeitig das Abitur ablegen. Ihnen wurden wie schon 1870 die schriftlichen Prüfungen erlassen, nicht aber die mündlichen. So wurden in kürzester Zeit ganze Oberprimen durch das Verfahren geschleust und standen nun für den Kriegsdienst bereit. Einer von ihnen war der Dichter Carl Zuckmayer, der die Situation später so beschrieb:
„Für uns war das Ganze ein gewaltiger Spaß. Die Uniform gab auch dem schlechtesten Schüler noch einen Zug von Manneswürde, gegen die der Lehrer machtlos war. … Es wurden uns nur die leichtesten Fragen gestellt, in denen keiner versagen konnte. Das Abitur, der Schreckenstraum vieler Jugendjahre, wurde zu einem Familienfest.“
Schüler, die im August 1914 noch nicht zum Prüfungsjahrgang gehörten, mussten sich allerdings weiterhin den üblichen schriftlichen und mündlichen Prüfungen unterziehen. Da das oft während eines Urlaubs von der Front geschah, legten die Prüfungskommissionen die Bestimmungen großzügig aus. Doch je länger der Krieg dauerte, desto größer wurde die Zahl der jungen Männer, die zugunsten des Militärdienstes ihre Schullaufbahn abgebrochen hatten. Zwei Jahre nach Kriegsbeginn kam daher eine Sonderreifeprüfungsordnung für Kriegsteilnehmer heraus, die vor dem Eintritt in das Heer mindestens die regelrechte Versetzung nach der Untersekunda (10. Klasse) erlangt hatten. Ihre Anforderungen waren gegenüber der regulären Prüfungsordnung deutlich herabgesetzt, doch sah sie immer noch vier schriftliche Prüfungen für alle vor. Von den vier bis fünf mündlichen Prüfungen konnten einzelne bei befriedigenden Vorleistungen entfallen.
Nach der militärischen Niederlage Deutschlands und der Novemberrevolution von 1918 kam die neue republikanische Regierung den Kriegsteilnehmern noch weiter entgegen. Ein Erlass vom Februar 1919 erkannte denen, die bis Ostern 1917 regelrecht nach Unterprima (12. Klasse) versetzt und von der Schule aus ins Heer eingetreten waren, das Reifezeugnis ohne Prüfung zu, wenn sie bis zum Ende des Krieges im Heeresdienst oder aber kriegsbeschädigt waren. Vor dem Krieg wäre ein Abitur ohne Prüfung und zweijährigen Besuch der Prima völlig undenkbar gewesen.

## Zweiter Weltkrieg
Im Zweiten Weltkrieg wurde eine Woche nach dem Überfall auf Polen im Deutschen Reich am 8. September 1939 erneut ein Notabitur eingeführt. Danach erhielten Schüler der Abschlussklasse bei Einberufung zum Heeresdienst ohne jede Prüfung ein Abgangszeugnis mit Reifevermerk, wenn Führung und vorherige Klassenleistungen es rechtfertigten. 1941 bekamen frühere Schüler der höheren Schule, die Kriegsdienst geleistet und wenigstens die Versetzung in die vorletzte Klasse geschafft hatten, die Möglichkeit, sich in sechs Monate dauernden Sonderlehrgängen auf die Reifeprüfung vorzubereiten. Für sie wurde eine besondere Prüfungsordnung geschaffen, die wie üblich vier Fächer für die schriftliche Prüfung vorsah.
Ab 1942 wurde die schriftliche Reifeprüfung ganz ausgesetzt. Als Ersatz galten jetzt die letzten Klassenarbeiten in den vier Abiturfächern. Dagegen sollten die Prüfung in Leibesübungen und die mündliche Prüfung wie üblich stattfinden. In dieser vereinfachten Form fand das Abitur statt, bis im Herbst 1944 der Unterricht in den Abschlussklassen der höheren Schulen völlig zum Erliegen kam.
Nach 1945 wurde vielen Kriegsteilnehmern die Anerkennung versagt, so dass sie noch einmal eine höhere Schule besuchen oder an einem Sonderlehrgang teilnehmen mussten. Zu denen, die nun zum zweiten Mal Abitur machten, gehörten zum Beispiel der Physiker Walter Mayer, Bernhard Victor von Bülow, der später unter dem Künstlernamen Loriot berühmt wurde, und der Schriftsteller Siegfried Lenz.